# Music Music Music
Music Music Music è un album in studio dell'attore e cantante britannico-statunitense John Barrowman, pubblicato nel 2008 e costituito principalmente da cover.

## Tracce
1. What About Us?
2. Can't Take My Eyes Off You
3. You'll Think Of Me
4. I Made It Through the Rain
5. You Don't Have To Say You Love Me
6. Right Here Waiting
7. Uptown Girl
8. Both Sides Now
9. Angel
10. I Know Him So Well (duetto con Daniel Boys)
11. I Am What I Am
12. From A Distance
13. I Know Him So Well (solo)